# تالاتا آمپانو
تالاتا آمپانو (به لاتین: Talata Ampano) یک منطقهٔ مسکونی در ماداگاسکار است که در ناحیه آمبوهیماهاسوآ واقع شده‌است. تالاتا آمپانو ۱۵٬۰۰۰ نفر جمعیت دارد و ۱٬۱۲۴ متر بالاتر از سطح دریا واقع شده‌است.